# MixBox
MixBox（ミックスボックス）は2020年7月10日にサービス開始の音楽ストリーミングサービス。運営は株式会社バンダイナムコミュージックライブ（2022年3月までは株式会社バンダイナムコアーツ）。
ランティス（Lantis）所属アーティストを中心に、バンダイナムコミュージックライブの楽曲のプレイリストを映像を見ながら視聴することができる。

## 概要
1日ごとに、6時間のプレイリストが4部で構成される。プレイリストはテーマごとに複数用意されており、タイムテーブルがナビゲーターキャラクターの天音蘭（声：熊田茜音）のTwitterなどで定期的に公開されている。各プレイリスト間には15分程度の休憩時間が存在し、一定時間無音状態となる。
チャット欄が設置されており、楽曲を視聴しながら他ユーザーと交流することが可能。

## イベント
主にCDリリースイベントなどのプラットフォームとしても利用されており、ランティス所属のアーティストを中心にオンラインイベントが不定期に開催されている。
2020年11月26日には、ランティスレーベルとPurple One Starレーベル所属のアーティストによるオンラインライブ「Lantis & Purple One Star New Generation LIVE 2020」が開催された。出演者はARCANA PROJECT、佐久間貴生、高槻かなこ、西山宏太朗、樋口楓、降幡愛、堀内まり菜、MindaRyn（五十音順）。